# 布基纳法索历史
布基纳法索为西非文明古国，境内有多个部落。原名上沃尔特，1984年改名为布基纳法索。

## 历史

### 远古與中世纪
按照最近的考古发现，从3世纪到13世纪，在布拉（Bura）这个位于尼日尔和布基纳法索西南部，存在记载的铁器的布拉文化。 

### 法属西非
1896年时，法国抵达现今布基纳法索区域，随后占领了摩西族的首都瓦加杜古，摩西族进行了顽强抵抗。同年，法国宣称拥有此地。1919年，一些省份从科特迪瓦划出并入法属西非联邦的法属上沃尔特。1932年，因为经济上原因，这块殖民地分裂成几块。1937年，重新改组为一个行政区——上沃尔特。二战后，摩西人的积极施压，使在1947年9月4日，上沃尔特成为法属西非的领土。

### 上沃尔特共和国
1958年12月11日，上沃尔特成为法兰西共同体中的一個自治共和国。
1960年8月5日，上沃尔特共和國正式獨立。第一任总统，莫里斯·亚梅奥果，是沃尔特民主联盟 （UDV）的领导人。1960年宪法规定由普选产生的总统和国民议会选举，任期为5年。上台后不久，亚梅奥果禁止除上沃尔特民主联盟外的其他政党运作。亚梅奥果政府被认为是腐败并且是新殖民主义的延续，政府支持法国的政治和经济利益以让政客们中饱私囊，而不是代表国家的农民或城市工人的底层阶级。
1966年，学生發起大规模的示威遊行與罢工、军队也进行了政变。

### 布吉納法索
1984年8月4日，時任上沃尔特總統的托馬斯·桑卡拉將國名改為現在的布吉納法索，意思是“正直人民的土地”。托馬斯·桑卡拉的政府成立了全国革命委员会，由桑卡拉担任主席，并且广泛建立基层组织保卫革命委员会。同时设置了革命先锋青年计划。信奉馬克思主義的桑卡拉为了改变国家，推出了雄伟的社会经济计划。其中最大的一条甚至为非洲大陆考虑，他的外交政策以反对帝国主义为中心，他的政府也拒绝了所有的外国援助。
1985年圣诞节，布吉納法索政府與鄰國马里政府在矿产资源丰富的阿加徹地帶爆发历时5天的冲突，约有100人因此而死，之後在加纳总统的调解下结束。
1987年10月15日，桑卡拉在布莱斯·孔波雷所發動的軍事政變中遇刺身亡。

### 新宪法
1991年6月2日，布吉納法索颁布新宪法，成立第四共和国。宪法规定一个拥有107个座位（现在111）人民代表会议。总统是国家元首，主持部长理事会，任命一名总理。在立法机关的批准下，担任政府首脑。
2010年11月，布莱斯·孔波雷总统当选，这是他第四个任期。他赢得了80.2％的选票，而哈马·阿尔巴·迪亚洛了仅为8.2％，位居第二。

### 孔波雷政府被推翻
2014年6月，孔波雷的政党要求他举行一次全民公投，以期望修改宪法来让他能够继续连任。2014年10月30日，国民大会计划准备一场讨论来决定是否修改宪法。反对派在瓦加杜古议会大楼举行游行。10月31日，孔波雷宣布他将辞去总统。